# Altan Erdogan
Altan Erdogan (Amsterdam, 29 juni 1967) is een Turks-Nederlandse journalist. Tot 1 juli 2012 was hij hoofd informatieve programma's bij de VARA. Daarvoor was hij hoofdredacteur bij Nieuwe Revu. Op 2 september 2021 werd bekend dat Erdogan de nieuwe hoofdredacteur is van de Amsterdamse lokale omroep AT5.
Erdogan is de zoon van een Turkse vader en een Nederlandse moeder. Na zijn journalistieke opleiding aan de School voor Journalistiek in Utrecht werkte hij als verslaggever en eindredacteur voor het Haarlems Dagblad, Het Parool en de Volkskrant. In 2002 werd hij eindredacteur en adjunct van Volkskrant Magazine. In april 2006 werd hij als hoofdredacteur verantwoordelijk voor het nieuwe carrièreweekblad Volkskrant Banen.
Per december 2007 werd hij hoofdredacteur bij Nieuwe Revu. Onder zijn leiding veranderde het blad zijn naam in Revu. Zijn opvolger draaide die wijziging terug. Het blad had al jaren te maken met een teruglopend oplagecijfer. Ook Erdogan slaagde er niet in het tij te keren. In 2010 maakte Erdogan de overstap naar de VARA waar hij hoofd informatieve programma's werd. Begin 2012 besloot hij, in goed overleg met de VARA, per 1 juli 2012 deze functie te beëindigen.
Tussen 2012 en 2014 werkte Erdogan onder andere als redacteur bij PowNed, als hoofd communicatie en als programmamaker bij de VARA, waar hij eerder hoofd informatieve programma's was. In april 2015 werd Erdogan hoofdredacteur-directeur van universiteitsblad Folia. In deze functie is hij zowel leidinggevende van de redactie als zakelijk leider van de stichting die het universiteitsblad uitgeeft. Sinds 2017 is Erdogan ook hoofdredacteur van hogeschoolblad HvanA. Beide functies legde Erdogan neer om hoofdredacteur te worden van AT5.